# Domingo Pérez de Granada
Domingo Pérez de Granada là một đô thị trong tỉnh Granada, Tây Ban Nha. Dân số năm 2024 là 824 người.